# Тернер, Милли
Ми́лли Те́рнер (англ. Millie Turner; родилась 7 июля 1996, Шеффилд) — английская футболистка, защитник женской команды «Манчестер Юнайтед».

## Клубная карьера
В возрасте 10 лет начала выступать в академии клуба «Стокпорт Каунти». В дальнейшем играла за молодёжные команды «Манчестер Сити», «Кру Александра» и «Манчестер Юнайтед».
С 2013 года выступала за женскую команду «Эвертона». В 2014 году подписала свой первый профессиональный контракт. 20 апреля 2014 года дебютировала за клуб в матче Женской суперлиги ФА против «Ноттс Каунти». 1 июня 2014 года приняла участие в финале Женского кубка Англии, в котором «Эвертон» проиграл «Арсеналу».
В январе 2017 года Тернер перешла в женский клуб «Бристоль Сити». Дебютировала за команду 22 апреля 2017 года в матче против «Рединга». 4 ноября 2017 года забила свой первый гол за команду в матче Кубка Женской футбольной лиги против «Челси». 3 мая 2018 года забила свой первый гол в лиге за «Бристоль Сити» в матче против «Манчестер Сити».
Летом 2018 года Милли Тернер подписала контракт с «Манчестер Юнайтед» перед первым сезоном в истории команды. Она стала одной из семи футболисток, которые стали игроками женской команды «Манчестер Юнайтед» после того, как ранее играли за клуб на молодёжном уровне. Дебютировала за команду 19 августа 2018 года в матче Кубка Женской футбольной лиги против «Ливерпуля». 23 сентября  2018 года забила свой первый гол за «Юнайтед» в матче против «Лондон Биз».

## Карьера в сборной
В феврале 2014 года получила вызов в женскую сборную Англии до 19 лет для участие в турнире Ла Манга. В июле 2015 года была включена в состав сборной Англии до 19 лет на предстоящий чемпионат Европы, который прошёл в Израиле.

## Достижения
«Манчестер Юнайтед»
- Победитель Женского чемпионшипа: 2018/19[12]
- Обладательница Кубка Англии: 2023/24